# Coulmer
Coulmer település Franciaországban, Orne megyében. Lakosainak száma 81 fő (2022. január 1.). Coulmer Gacé, Cisai-Saint-Aubin, Croisilles, Lignères, Le Ménil-Vicomte és Orgères községekkel határos.

## Népesség
A település népességének változása:
| Lakosok száma | 92   | 87   | 85   | 84   | 83   | 82   | 82   | 81   |
|               | 2013 | 2015 | 2017 | 2018 | 2019 | 2020 | 2021 | 2022 |